# 테오도시우스 1세
테오도시우스 1세 또는 테오도시우스 대제(라틴어: Flavius Theodosius, (347년 1월 11일~395년 1월 17일)은 379년부터 395년 죽을 때까지 로마 황제였다.
그라티아누스 황제로부터 동로마 제국을 다스릴 것을 임명받은 이후 서로마 제국의 황제 발렌티니아누스 2세가 죽은 후, 동로마와 서로마 모두를 통치한 마지막 황제였다. 그가 죽은 후 로마 제국은 동로마와 서로마로 완전히 분리되어 다시는 통일되지 않았다. 그는 또한 기독교를 로마 제국의 공식적인 국교로 만들었다. 그의 강력한 기독교 부흥 정책 때문에 그는 기독교계 역사가들로부터 ‘대제(大帝)’의 칭호를 받았다.

## 생애

### 생애 초기
테오도시우스는 히스파니아에서 같은 이름의 아버지 플라비우스 테오도시우스의 아들로 태어나 대대로 기독교 집안에서 자랐다. 아버지 플라비우스 테오도시우스는 당시 유능한 로마 제국의 장군으로 368년 브리타니아에서 일어난 야만족의 반란을 성공적으로 진압했다. 테오도시우스도 이때 아버지를 따라 복무하였고 이후 계속 로마군에 복무하다가 374년 모에시아에서 로마군 지휘관으로 임명되었다. 그러나 같은 해 아버지가 궁정 내 음모로 불명예스럽게 처형당하자 공직에서 은퇴하여 히스파니아의 가문의 영지로 은퇴해 버렸다. 거기서 히스파니아 여자와 결혼하여 맏아들 아르카디우스를 낳았다.

### 황제 등극
378년 8월 9일, 동로마 제국의 발렌스가 아드리아노폴리스 전투에서 고트족에게 대참패를 당하고 전사한 직후 당시 서로마 황제이던 그라티아누스가 히스파니아에서 칩거하던 테오도시우스를 불러들여 발칸반도를 맡겼다. 테오도시우스가 야만족을 상대로 승리를 거두어 군사적 성공을 거두자, 그라티아누스는 379년 1월 19일 그를 공동황제로 선포하고 다키아, 마케도니아 등의 속주를 포함한 제국의 동부지역을 통치하게 했다.
이후 그라티아누스가 제위 찬탈자인 마그누스 막시무스에게 패하여 죽고 발렌티니아누스 2세가 밀라노의 궁정에서 쫓겨오자 테오도시우스는 마지 못해 막시무스를 서방의 황제로 인정했으나 388년 발렌티니아누스와 함께 막시무스를 제거하는 데 성공했다. 그러나 392년 발렌티니아누스가 의문의 죽음을 당하고 갈리아의 섭정이던 아르보가스트가 유게니우스를 새로운 서방 황제로 추대하자 테오도시우스는 이를 인정하지 않았다.

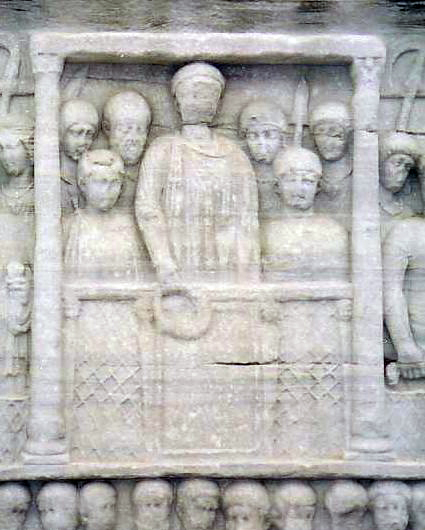
테오도시우스의 기둥조각 (이스탄불)

### 반란의 진압
유게니우스는 비록 기독교인이었지만 로마와 이탈리아에서의 자신의 입지 강화를 위해 전통적인 로마 종교에 대한 관용을 보여 지지를 끌어냈다. 테오도시우스는 유게니우스에 대한 전쟁을 준비하면서 황제 권력 쟁취 뿐 아니라 종교적 신앙의 문제라고 하였다. 그는 394년 당시 이미 로마화되어있던 2만 명의 고트족 병사들을 이끌고 유게니우스와 맞서기 위해 콘스탄티노폴리스를 출발했다. 당시 테오도시우스의 토벌군에는 서고트족 지도자 알라리크가 있었고 반달족 출신의 로마 군단장 스틸리코도 있었다.
양측은 9월 5일 프리기두스강에서 처음 맞붙었다. 첫날 전투에는 테오도시우스의 군대가 패했으나 다음날 전세가 호전되어 테오도시우스는 승리할 수 있었다. 유게니우스는 처형당했고 아르보가스트는 도망다니다가 자살했다. 이로써 테오도시우스는 로마 제국의 유일한 황제로 제국의 동방과 서방 모두를 다스리게 되었다. 이 승리는 또한 비 기독교 신앙에 대한 완전한 단절을 의미한다. 이후 로마 제국에는 비기독교적인 진흥 정책이 사라졌다.

### 후계문제와 죽음
테오도시우스는 유게니우스와의 원정에서 과로 때문에 병에 걸렸고 후계 문제를 마무리 지어야했다. 그는 밀라노에서 두 아들 중 장남 아르카디우스를 제국 동부의 황제로, 차남 호노리우스를 서부 지역의 황제로 임명하기로 하고 콘스탄티노폴리스에 있던 호노리우스를 밀라노로 불렀다. 호노리우스가 밀라노에 도착하자 테오도시우스의 건강이 잠시 회복되어가는 것처럼 보였으나 395년 1월 17일 48세를 일기로 죽음을 맞이했다. 임종직전에 총사령관 스틸리코에게 자신의 어린 두 아들을 부탁했다. 밀라노의 주교 암브로시우스는 테오도시우스의 장례를 치르고 시신은 정중하게 콘스탄티노폴리스로 옮겨져 콘스탄티우스 2세가 건축한 능묘에 안치되었다.

## 고트족을 승인하다
아드리아노폴리스 전투 이후 고트족을 비롯한 야만족의 로마 제국으로의 침입은 더욱 거세어졌다. 훈족의 이동으로 발칸반도로 밀려오는 고트족을 더 이상 막는 것이 불가능하다고 판단한 테오도시우스는 그들에게 도나우강 남쪽에 영지를 주어서 받아들이기로 결단을 내렸다. 서고트족은 도나우 강의 하류의 트라키아 북부(오늘날의 불가리아)를, 동고트족은 도나우강 중류의 판노니아의 동부를 정착지로 받았고 로마와 푀데라티를 맺었다.
이러한 고트족의 승인은 이후 로마 제국의 역사에서 중요한 역할을 차지하게 된다. 단기적으로는 로마 군단에 게르만족 병사들이 많이 들어와 로마군이 게르만화되어 간 것이고, 장기적으로는 건실한 자영농민이 사라지고 농노로 바뀐 것이다. 역사적으로는 ‘평화적인 게르만화’로 불리지만 이러한 게르만족의 로마 영토의 진입으로 로마 제국의 붕괴가 가속화 되는 계기가 되었다.

## 테오도시우스와 기독교

### 니케아 기독교의 국교화
379년경 테오도시우스가 통치하던 동방 제국내에서 니케아 신경을 옹호하는 그리스도인들과 아리우스주의자를 비롯한 다른 종파 사이에 적대 관계가 고조되면서 복잡한 상황에 놓이게 되었다. 테오도시우스 자신은 심한 병을 앓고 난 뒤 380년 세례를 받고 니케아 신경을 신봉했다. 그는 제국 내에서 신앙의 통일을 이루기 위해 열성적으로 노력했는데 380년 2월 28일 테오도시우스는 병에서 회복되자마자 교회 당국자들에게 아무런 자문도 구하지 않고 모든 시민이 니케아 신경을 신봉해야 한다고 규정한 칙령을 발표했다. 이때부터 성부, 성자, 성령의 삼위일체설을 믿는 사람들만 보편적 기독교인(가톨릭)으로 인정되었다. 가톨릭이라는 호칭이 문서에 등장한 게 이때가 처음이었다.
이듬해 열린 제1차 콘스탄티노폴리스 공의회에서 주교 150명이 모여 아리우스파와 그 종파를 이단으로 확고히 했으며, 콘스탄티노폴리스 교구는 향후 로마 교구와 버금가는 명예와 위신을 가진다고 발표하였다. 이 무렵 아리우스파 기독교도들은 모든 도시에서 집회를 금지당했고 정통 가톨릭교회로 개종하라는 명령을 받았다.
385년부터 테오도시우스는 동물을 제물로 바치는 제사를 더욱 엄격히 금지하였고, 391년 로마와 이집트에서 일체의 비기독교 의식을 금지하고 이듬해에는 공적이든 사적이든 모든 형태의 이교 숭배를 제국 전역에서 불법으로 규정했다.

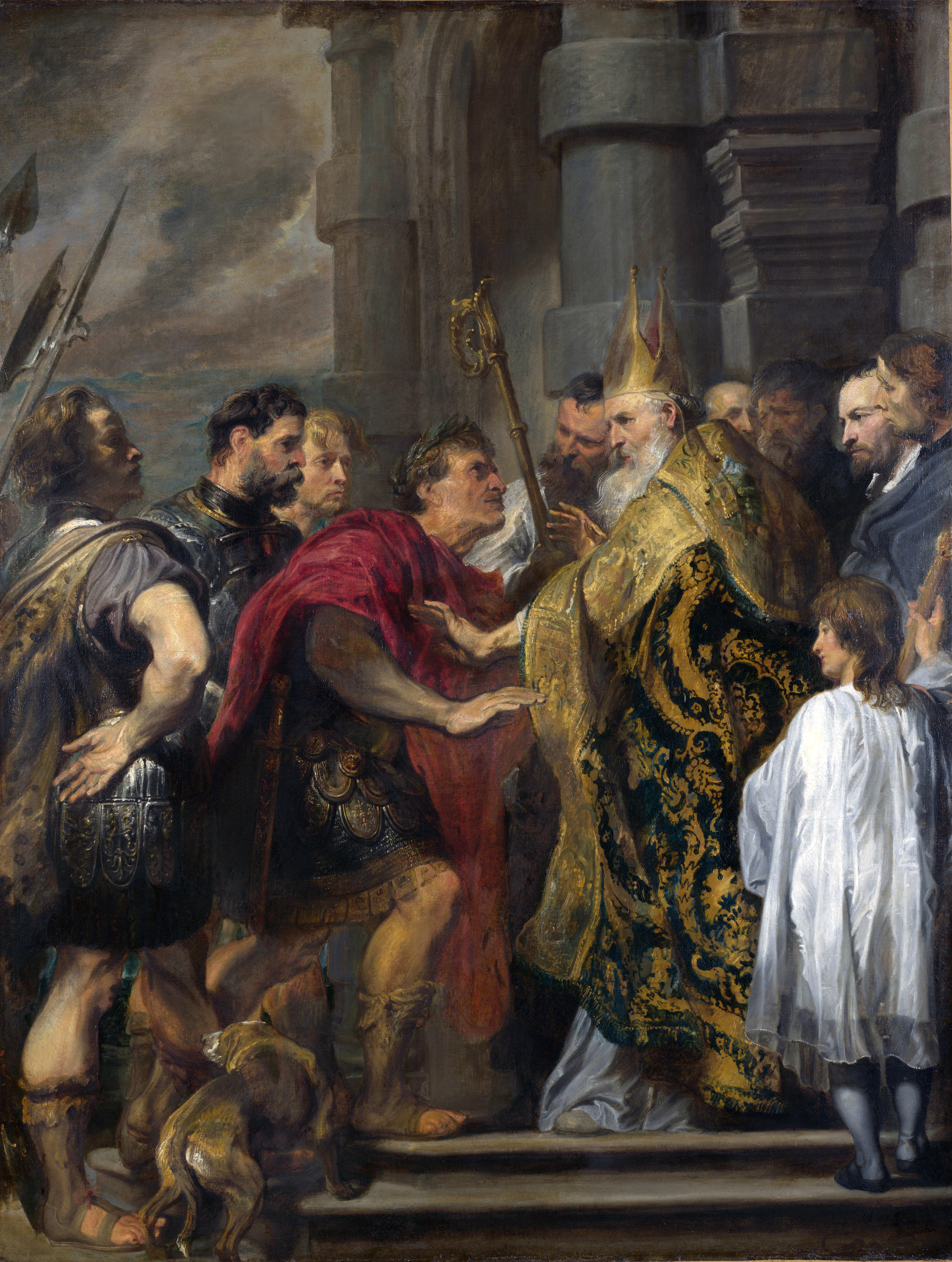
테오도시우스가 성당에 출입하는 것을 막는 암브로시우스 (반 다이크 그림)

### 암브로시우스와의 대립
390년 그리스의 테살로니카에서 로마군 수비대장 한 명이 주민들과의 사소한 다툼 끝에 집단 폭행을 당하여 살해당한 사건이 일어났다. 당시 밀라노에 있던 테오도시우스는 이 소식을 듣고 격분하여 철저히 보복할 것을 명령했다. 이에 당시 밀라노의 주교이자 가장 영향력이 있었던 기독교 지도자인 암브로시우스는 테오도시우스의 명령에 반대하며 선처를 호소했지만 테오도시우스는 이를 무시하고 그대로 명령을 밀어붙임으로써 약 7,000명의 테살로니카 주민들이 대량 학살 당했다. 이에 암브로시우스는 이러한 보복 행위를 비난하며 황제에 대한 성체 배령 집전을 거부하였으며, 황제는 결국 자신의 명령이 잘못되었음을 시인하고 맨머리에 베옷을 입고 밀라노 대성당으로 가서 용서를 구했다. 부활절에서부터 성탄절까지 황제는 성당으로의 출입이 허가되지 않았고 성탄절이 되어서야 겨우 암브로시우스의 용서를 받고 성체 성사에 참여할 수 있었다.
이 사건은 현실의 최고권력자인 황제가 일개 교회의 성직자에게 굴복한 사건으로, 기독교 내에서 교권과 속권과의 첫 대립으로서, 이후 종교와 권력의 관계를 암시하는 사건이었다. 이후 이러한 추세는 강화되어 1077년에 카노사의 굴욕이 일어나는 계기가 된다.

## 같이 보기
- 갈라 플라키디아
- 동로마 황제